# Stiren
Stiren (stiraks + [etil]en; feniletilen, fenileten, etenilbenzen, etenbenzen, vinilbenzen, stirol, cinamen, C6H5CH=CH2) je tekući ugljikovodik.

## Osobine
Stiren je bezbojna tekućina oštra aromatična mirisa, relativne gustoće 0,9, tališta -31 °C, a vrelišta 145 °C.
Nalazi se u katranu kamenog ugljena i među proizvodima preradbe nafte.
Utjecajem svjetlosti, topline ili katalizatora (ili samo zagrijavanjem) lako se polimerizira u staklastu masu – polistiren (poznatiji kao stiropor). Stiren je veoma važan međuproizvod u proizvodnji vrlo važnog sintetičkog materijala polistirena (stiropora).
Reakcijom s butadienom nastaje umjetni kaučuk.
Nadražuje kožu, nos, grlo i oči, uzrokuje depresiju, mučninu i slabost mišića. Dulje udisanje zraka zagađenoga parama stirena može biti opasno po zdravlje.

## Dobivanje
Pripravlja se dehidrogeniranjem etilbenzena, koji se pripravlja reakcijom benzena i etilena, koji se pak dobivaju iz nafte.
Industrijska proizvodnja polisitrena započela je kasnih 1930-ih godina, a naglo se povećala za II. svj. rata zbog važnosti stirena kao komponente u proizvodnji sintetskih guma.

## Uporaba
Stiren služi kao ishodni materijal (monomer) u proizvodnji važnih polimernih materijala kao što su obični, žilavi i pjenasti polistiren, kopolimer s akrilonitrilom (SAN) i terpolimer s akrilonitrilom i butadienom (ABS) te sintetski kaučuk (polistiren).

Također se upotrebljava u proizvodnji kozmetičkih pripravaka i nezasićenih poliesterskih smola.